# Михайлов, Александр Георгиевич (дирижёр)
Александр Георгиевич Михайлов (11 сентября 1937 года, Троицк — 30 апреля 1996 года, Москва) — советский и российский дирижёр и композитор, лауреат Государственной премии СССР (1985) за участие в организации XII Всемирного фестиваля молодёжи и студентов в качестве главного дирижёра праздников открытия и закрытия. C cередины 1970х гг. работал с оркестром «Голубой экран», носившим в следующее десятилетие название Оркестр симфонической и эстрадной музыки Центрального телевидения и Всесоюзного радио (Гостелерадио СССР), а позже — Оркестра сифонической музыки российской государственной телерадиокомпании «Останкино».

## Биография
Родился 11 сентября 1937 года в городе Троицке.
Окончил музыкальное училище при Ленинградской государственной консерватории. В 1959 году был принят по конкурсу хормейстером-дирижёром в Петрозаводский музыкальный театр. В 1961 году окончил Ленинградскую консерваторию. Окончил аспирантуру Московской государственной консерватории при факультете оперно-симфонического дирижирования (класс профессора Л. Гинзбурга).
- 1962—1967 гг. — дирижёр Московского театра оперетты;
- 1968—1969 гг. — дирижёр Московской гастрольной оперы;
- 1970—1972 гг. — дирижёр Одесского академического театра оперы и балета;
  - 1972 — с этим театром побывал на гастролях в Болгарии;
- 1973—1974 гг. — музыкальный консультант симфонических оркестров на Кубе;
- 1972 год — главный дирижёр государственного духового оркестра РСФСР;
- 1974—1975 гг. — главный дирижёр Московского государственного мюзик-холла;
- 1979—1990 гг. — художественный руководитель и главный дирижёр оркестра симфонической и эстрадной музыки Гостелерадио СССР;
- 1991—1996 гг. — художественный руководитель и главный дирижёр симфонического оркестра российской государственной телерадиокомпании «Останкино».

Автор инструментальных пьес, увертюр, а также балета.
Был сбит на улице проезжающим автомобилем 30 апреля 1996 года в Москве. Похоронен на Кунцевском кладбище.

## Личная жизнь
Жена Высотина-Михайлова Нина Евгеньевна (1940—2021). Исполнительница русских народных песен и романсов. Солистка Москонцерта. Похоронена на Кунцевском кладбище. Дочь Татьяна, писатель, поэт, блогер (псевдоним Татьяна Высотина).

### Память
- С 2000 года в Троицке проводится зональный фестиваль памяти об Александре Георгиевиче Михайлове.
- В 2007 году в Троицком краеведческом музее прошла выставка, посвящённая 70-летию со дня его рождения.